# Javanische Speikobra

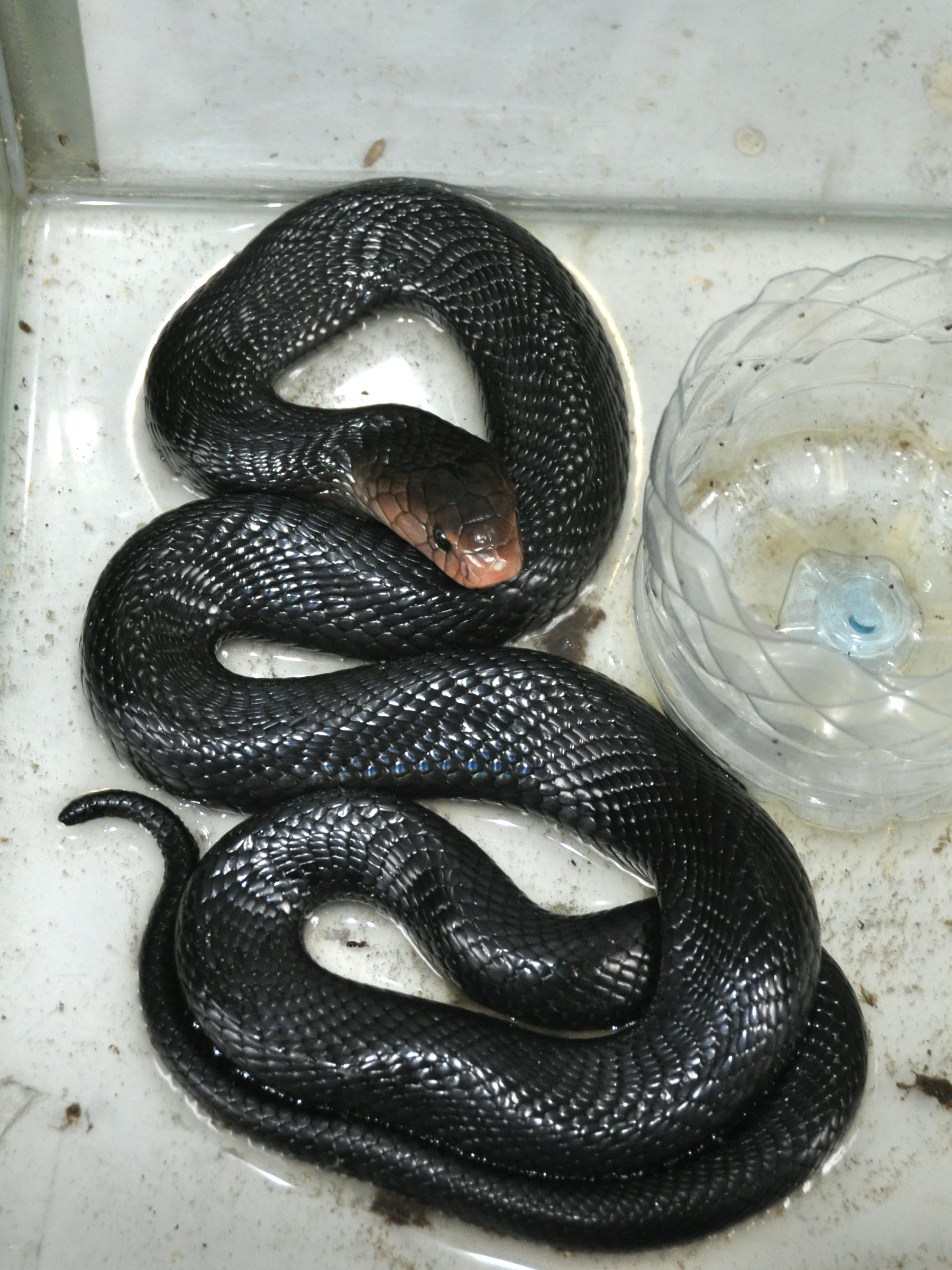
Schwarzes Exemplar

Die Javanische Speikobra (Naja sputatrix) ist eine endemisch auf einigen Inseln Indonesiens vorkommende Speikobra, die der Gattung der Echten Kobras angehört.

## Systematik und Etymologie
Der auf Java forschende Herpetologe Heinrich Boie hinterließ nach seinem Tod umfangreiche Aufzeichnungen über in Indonesien vorkommende Reptilien- und Amphibienarten, speziell von der Insel Java. Den Nachlass bearbeitete sein Bruder Friedrich Boie, der die Erstbeschreibung von Naja sputatrix veröffentlichte. Der Artname sputatrix bezieht sich auf  das lateinische Wort sputator und bedeutet „Spucker“. Im englischen Sprachgebrauch wird die Art deshalb als Javan spitting cobra oder Southern Indonesian Spitting Cobra bezeichnet.

## Beschreibung
Die Javanische Kobra erreicht normalerweise eine Länge von bis zu 1,30 Metern, maximal bis zu 1,85 Metern. Die Färbung der Schlangen variiert von Gelbbraun oder Hellgrau über Dunkelgrau bis hin zu gänzlich Schwarz. Die Oberseite ist oftmals dunkelbraun gefleckt oder marmoriert, die Unterseite ist cremig weiß. Sie besitzt 19 bis 21 Reihen dorsaler Schuppen, die Kopfschuppen sind groß. Ein Sexualdimorphismus besteht nicht. Wie die meisten Kobras vermag sie ihren Nacken zu einem Halsschild zu spreizen, das selten mit einem Ornament geschmückt ist. Einige Farb- und Musterunterschiede treten zwischen den Individuen auf Java sowie denen von den anderen Inseln auf. Jungtiere zeigen zuweilen Halsbänder oder seitliche Halsflecken.

## Ähnliche Arten
Schwarze Exemplare der u. a. auf Sumatra und Borneo vorkommenden Sumatra-Kobra (Naja sumatrana) oder die überwiegend in China beheimatete Chinesische Kobra (Naja atra) ähneln zeichnungsmäßig zwar der Javanischen Kobra, beide vorgenannten Arten sind jedoch in deren Verbreitungsgebiet nicht heimisch, so dass es keine geographische Überlappung der drei Arten gibt.

## Toxizität
Zur Verteidigung gegen Feinde speit die Javanische Kobra einen gezielten Giftstrahl in Richtung der Augen des Feindes oder beißt bei weiterer Annäherung zu. Jeder Biss durch die Schlange sollte für einen Menschen als potentiell lebensbedrohlich eingestuft werden. An den Bissstellen kommt es sofort zu lokalen Effekten mit starken Schmerzen, Schwellungen, Blasenbildung und Nekrosen. Die Patienten zeigen Kopfschmerzen, Übelkeit, Erbrechen, abdominelle Schmerzen, Durchfall, Schwindel, Kreislaufstörungen bis zum Kollaps und Krämpfe. Es kann zu Lähmungen (Ptosis, Nacken-, Kopf- und Schluckmuskeln) kommen. Ein Nierenschaden ist jedoch nicht auf das Gift zurückzuführen, sondern ein sekundärer Schaden. Die Nekrosen können teilweise nach einer Woche auch die Sehnen betreffen. Als erste Maßnahme ist die Kompressionsmethode nicht anzuwenden, da es die Wirkung auf das Gewebe verstärkt. Bei auftretenden Atemstörungen ist der Patient sofort zu intubieren und zu beatmen. Bei Kontakt des Giftes mit den Augen, sind diese ausreichend zu spülen. Die weiteren Maßnahmen erfolgen symptomatisch. Es existiert ein Antivenin. Es sollte jedoch erst nach Rücksprache mit einer Giftnotrufzentrale eingesetzt werden und ist oft in hoher Dosierung notwendig. Die Patienten sind mindestens 24 Stunden zu überwachen.
Im Department of Molecular Medicine der Medizinischen Fakultät der University of Malaya in Kuala Lumpur wurde 2017 das Gift der Javanischen Speikobra untersucht. Dabei stellte sich heraus, dass es sich bei den prägnantesten Toxinen um Drei-Finger-Toxine (64,2 %) und Phospholipasen A2 (31,2 %) handelt. Kurze Neurotoxine (SNTX) sind die wichtigsten Toxine, die eine Lähmung verursachen. Das in Indonesien verfügbare Antivenom wirkt nur begrenzt gegen SNTX. Die Ergebnisse implizieren die Notwendigkeit, die Neutralisationseffizienz des Antivenoms zu verbessern.

## Verbreitung und Lebensraum

Vorkommen auf den Kleinen Sundainseln

Die Javanische Speikobra lebt endemisch auf den meisten der Kleinen Sundainseln in Indonesien, namentlich auf Java, Bali, Lombok, Sumbawa, Flores, Komodo, Alor und Lomblen. Ein in der Vergangenheit gemeldetes Vorkommen auf Sulawesi ist zweifelhaft und bedarf einer Bestätigung. Die Schlange besiedelt überwiegend trockene und mäßig feuchte, offene Wälder, Strauchlandschaften, Savannen und buschige Graslandschaften. Die Höhenverbreitung reicht bis auf etwa 600 Meter über dem Meeresspiegel. Als Kulturfolger wurde sie auch in menschlichen Siedlungen sowie in Reisfeldern und Bananenplantagen angetroffen.

## Lebensweise
Die Javanische Kobra ist meist dämmerungsaktiv und teilweise baumbewohnend. Zu ihrer Nahrung zählen in erster Linie Amphibien, kleine Säugetiere sowie gelegentlich auch Vögel und deren Eier. Die jeweilige Beute wird durch einen Biss mit einer Giftinjektion betäubt bzw. getötet und anschließend im Ganzen verschlungen. Bei Gefahr ist die Javanische Kobra in der Lage, Gift in Richtung eines Angreifers zu speien. Das Gift wird zielsicher bis auf eine Distanz von drei Metern in das Gesicht des Feindes gespien. Die Art pflanzt sich durch Oviparie (eierlegend) fort.

## Gefährdung
Trotz des relativ begrenzten Lebensraums auf einigen indonesischen Inseln wird die Javanische Speikobra von der Weltnaturschutzorganisation IUCN als „Least Concern = nicht gefährdet“ klassifiziert.